# رباعي فلوريد السيلينيوم
 رباعي فلوريد السيلينيوم مركب كيميائي له الصيغة SeF4، ويوجد على شكل سائل عديم اللون.

## التحضير
يحضر المركب من التفاعل المباشر بين العنصرين المكونين له، الفلور والسيلينيوم:
{\displaystyle \mathrm {Se+2\ F_{2}\longrightarrow SeF_{4}} }
كما يمكن أن تتم عملية التحضير من تفاعل ثنائي أكسيد السيلينيوم مع رباعي فلوريد الكبريت:
{\displaystyle {\ce {SF4 + SeO2 -> SeF4 + SO2}}}

## الخواص
يوجد المركب في الشروط القياسية على شكل سائل عديم اللون، وهو يتفكك عند التماس مع الماء؛ لكنه يمتزج مع حمض الكبريتيك.
للسيلينيوم في المركب SeF4 حالة أكسدة +4؛ وشكله يشبه SF4 في الحالة الغازية.

## الاستخدامات
يتميز المركب بأن لديه القدرة على إذابة عدة فلوريدات لاعضوية، مثل فلوريد السيزيوم، وتشكيل معقدات فلوريدية منحلة.